# Микаэль Эйидль Эллертссон
Микаэль Эгидль Эллертссон (исл. Mikael Egill Ellertsson; род. 11 марта, 2002, Рейкьявик, Исландия) — исландский футболист, полузащитник клуба «Дженоа» и сборной Исландии. Выступает на правах аренды за клуб «Венеция».

## Карьера
Начал карьеру в исландском клубе «Фрам», позже занимался в молодёжке итальянского коллектива СПАЛ.

### «Специя»
30 августа 2021 года стал игроком итальянской «Специи». На следующий день отправился в аренду в СПАЛ.

### СПАЛ
Был заявлен за основную команду и команду в молодёжном первенстве. Дебютировал за клуб в Серии Б 22 августа 2021 года в матче с «Пизой».

## Карьера в сборной
Играл за национальные команды Исландии до 16, 17, 18, 19 и 21 года. Осенью 2021 года был вызван в основную команду страны. Дебютировал за сборную Исландии в матче квалификации к ЧМ 2022 со сборной Армении.